# Manoir de la Touche (Nantes)
Le Manoir de la Touche, également appelé Manoir Jean V, est une demeure urbaine édifiée dans les années 1420 et située dans la commune française de Nantes, dans le département de Loire-Atlantique. Il abrite les expositions temporaires du musée départemental Thomas-Dobrée.

## Localisation
Le manoir se situe près des anciens remparts de Nantes, à l'angle des rues Voltaire, Hippolyte Durand Gasselin, près de la place Jean V. 

## Historique

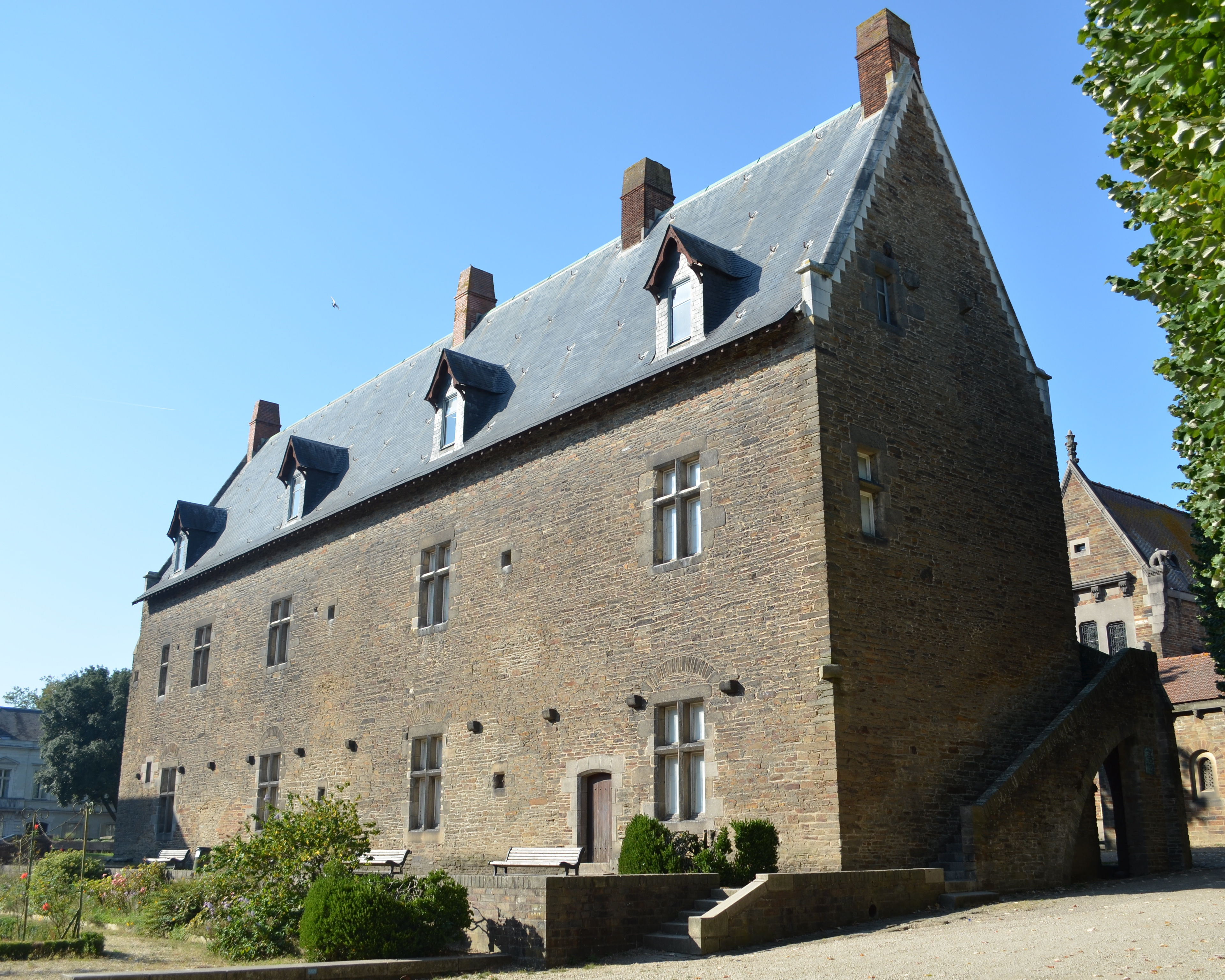
Façade côté rue.

Vers 1420-1440, l'évêque Jean de Malestroit fit édifier une résidence d'été suburbaine, composée d'un manoir, de son grand puits (orné au XIXe siècle par Thomas Dobrée à la manière de celui présent dans la cour du château des ducs de Bretagne de Nantes) et de la chapelle épiscopale Saint-Gabriel.
Le tribunal suprême de l'évêque de Nantes y siégea en 1440 à l'occasion du procès de Gilles de Rais. L'édifice porte aussi le nom de Manoir Jean V car ce duc de Bretagne, grand-oncle de la duchesse Anne de Bretagne, y mourut en 1442.
Après avoir été la résidence d'été des évêques de Nantes, il abrita le séminaire des prêtres irlandais installés dans la ville depuis le XVIIe siècle, et le resta jusqu'à la Révolution. Au même moment, trois évêques exilés, Messeigneurs Barry, O'Keeffe (en) et Comerford, respectivement évêques de Cork, de Limerick et de Waterford, de la communauté des irlandais de Nantes, habitent la ville.
Ce manoir du XVe siècle a été remanié au XIXe siècle après son acquisition par Thomas Dobrée. Le collectionneur fait construire la porte cochère, l’escalier et le balcon du pignon est. Il modifie aussi la tour et son escalier à vis, anciennement plus imposante. Du temps du collectionneur, le manoir a servi d’écurie, puis il est devenu en 1899, le lieu d’exposition des collections du musée archéologique rassemblée par la Société archéologique et historique de Nantes et de Loire Inférieure. Jusqu'à la fermeture du musée en 2011, le manoir de la Touche était le siège social de la Société.

## Description
Cette résidence confortable était notamment dotée d'une étuve.

### Portail et bénitier de la chapelle Saint-Gabriel
La chapelle Saint-Gabriel, dite « chapelle des Irlandais », avait été édifiée au XVe siècle (vers 1425-1440) pour servir de chapelle épiscopale à la résidence des évêques de Nantes. Elle se situait à l'emplacement du palais Dobrée. Thomas Dobrée en ordonna la démolition, qui fut exécutée en 1866 et 1867. Il souhaita cependant préserver le portail et le bénitier de l'édifice, qui furent déplacés au pignon ouest du manoir de la Touche. La console, destinée à porter la statue de la niche centrale, est ornée des armes de l'évêque Jean de Malestroit, martelées sans doute à la Révolution. Une partie des pierres de la chapelle servit à réaliser les assises du puits situé au nord du manoir.